# طيور الصاعقة

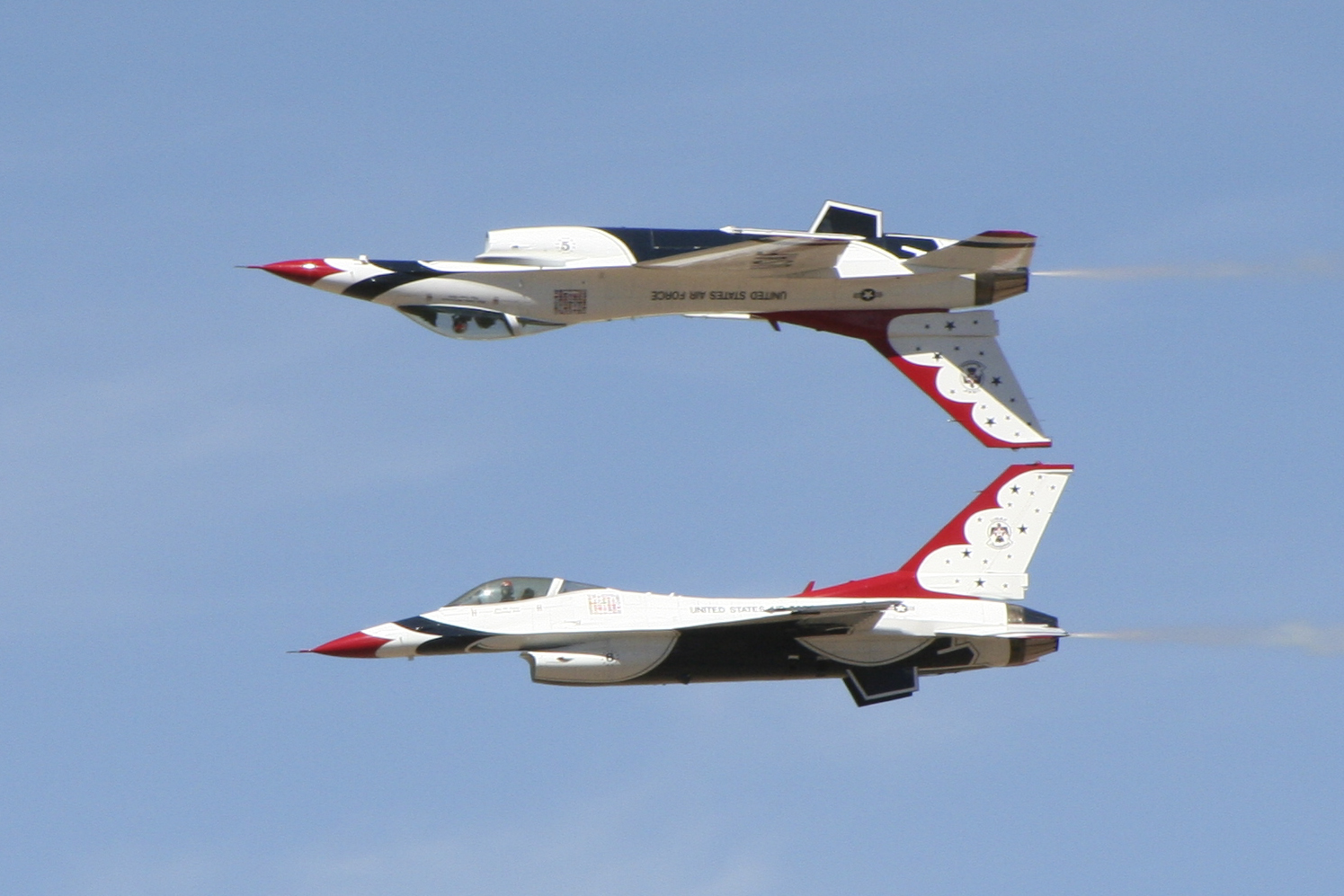
طائرتان في تشكيلة عكسية.

طيور الصاعقة (بالإنجليزية: Thundebirds، ثندربيردز) هو فريق استعراض جوي تابع للقوات الجوية الأمريكية. تم إنشاء الفريق في 5 مايو 1953. سمى الفريق تيمنا بأسطورة هندية قديمة وذلك نسبا للثقافة الهندية القوية في الجنوب غرب من الولايات المتحدة، حيث يأخذ الفريق من قاعدة القوات الجوية لوك في أريزونا مقرا له. منذ عام 1983 استخدم الفريق طائرات الأف-16 في العروض الجوية. يتكون الفريق من ثمانية طيارون (ستة للإستعراض)، وأربعة ضباط إسناد، ثلاثة مدنيون و أكثر من 120 مجند يعملون في حوالي 25 مجال عمل.